# Boris Kapitonowitsch Alexandrow
Boris Kapitonowitsch Alexandrow (russisch Борис Капитонович Александров; * 6. Augustjul. / 18. August 1889greg. in Wladikawkas; † 22. Januar 1973 in Moskau) war ein russisch-sowjetischer Wasserbauingenieur und Hochschullehrer.

## Leben
Nach dem Besuch des Jungengymnasiums in Wladikawkas (Abschluss 1907 mit Goldmedaille) studierte Alexandrow am Polytechnischen Institut St. Petersburg in der Elektromechanik-Fakultät mit Abschluss 1917. Neben dem Studium arbeitete er für die Kutaissi-Gouvernementsverwaltung und im Landwirtschaftsministerium. Nach der Oktoberrevolution lehrte er an verschiedenen Hochschulen.
Neben der Lehrtätigkeit beteiligte sich Alexandrow an der Projektierung des Moskaukanals (1932–1937) und der Wasserkraftwerke Rybinsk mit dem Rybinsker Stausee  und Uglitsch mit dem Uglitscher Stausee. Dazu projektierte er das Kama-Wasserkraftwerk in Perm und die Kama-Mehrkammerschleuse mit elektrischer Traktion als Teil der Wolga-Kama-Kaskade. Sein Arbeitsschwerpunkt waren die Probleme der Flachlandflüsse Wolga und ihrer Nebenflüsse als Energiequellen.
Nach dem Deutsch-Sowjetischen Krieg lehrte Alexandrow ab 1946 am Moskauer Energetischen Institut (MEI) mit Ernennung zum Professor 1948. Er bearbeitete die Probleme der Umleitung von Petschora und Onega im Zusammenhang mit dem Dawydow-Plan und entwickelte Konstruktionen für Wasserkraftwerksanlagen. Er wurde 1953 zum Korrespondierenden Mitglied der Akademie der Wissenschaften der UdSSR gewählt.

## Ehrungen
- Leninorden
- Ehrenzeichen der Sowjetunion[2]